# Titan (dòng tên lửa)
Titan là tên một dòng tên lửa đẩy sử dụng một lần của Hoa Kỳ sử dụng trong giai đoạn từ năm 1959 đến 2005. Titan I và Titan II là 2 loại tên lửa đạn đạo liên lục địa của Không quân Hoa Kỳ sử dụng cho tới năm 1987. Dòng tên lửa đẩy Titan bắt nguồn từ sửa đổi hai loại tên lửa ICBM này, tên lửa dòng Titan đã thực hiện tổng cộng 368 vụ phóng, bao gồm cả chương trình Gemini đưa người vào không gian vào giữa những năm 1960. Phương tiện phóng không gian Titan cũng được sử dụng để phóng vào vũ trụ các tải trọng vệ tinh quân sự cho quân đội Hoa Kỳ cũng như các vệ tinh trinh sát dân sự và các tàu thăm dò hành tinh.

## Titan I
HGM-25A Titan I, được phát triển và chế tạo bởi công ty hàng không Glenn L. Martin, là phiên bản đầu tiên của họ tên lửa Titan. Ban đầu đây là chương trình chế tạo tên lửa dự phòng cho trường hợp chương trình tên lửa SM-65 Atlas chậm tiến độ. HGM-25A Titan I là một tên lửa hai tầng ICBM được đưa vào trang bị trong Không quân Hoa Kỳ từ năm 1962 đến giữa năm 1965, tên lửa trang bị động cơ LR-87 sử dụng nhiên liệu RP-1 (kerosene) cùng với Oxy lỏng (LOX). HGM-25A Titan I sử dụng máy tính điều khiển UNIVAC ATHENA do Seymour Cray thiết kế. Tên lửa được phóng từ căn cứ boongke dưới lòng đất. Sử dụng dữ liệu từ radar, tên lửa có khả năng hiệu chỉnh đường bay.

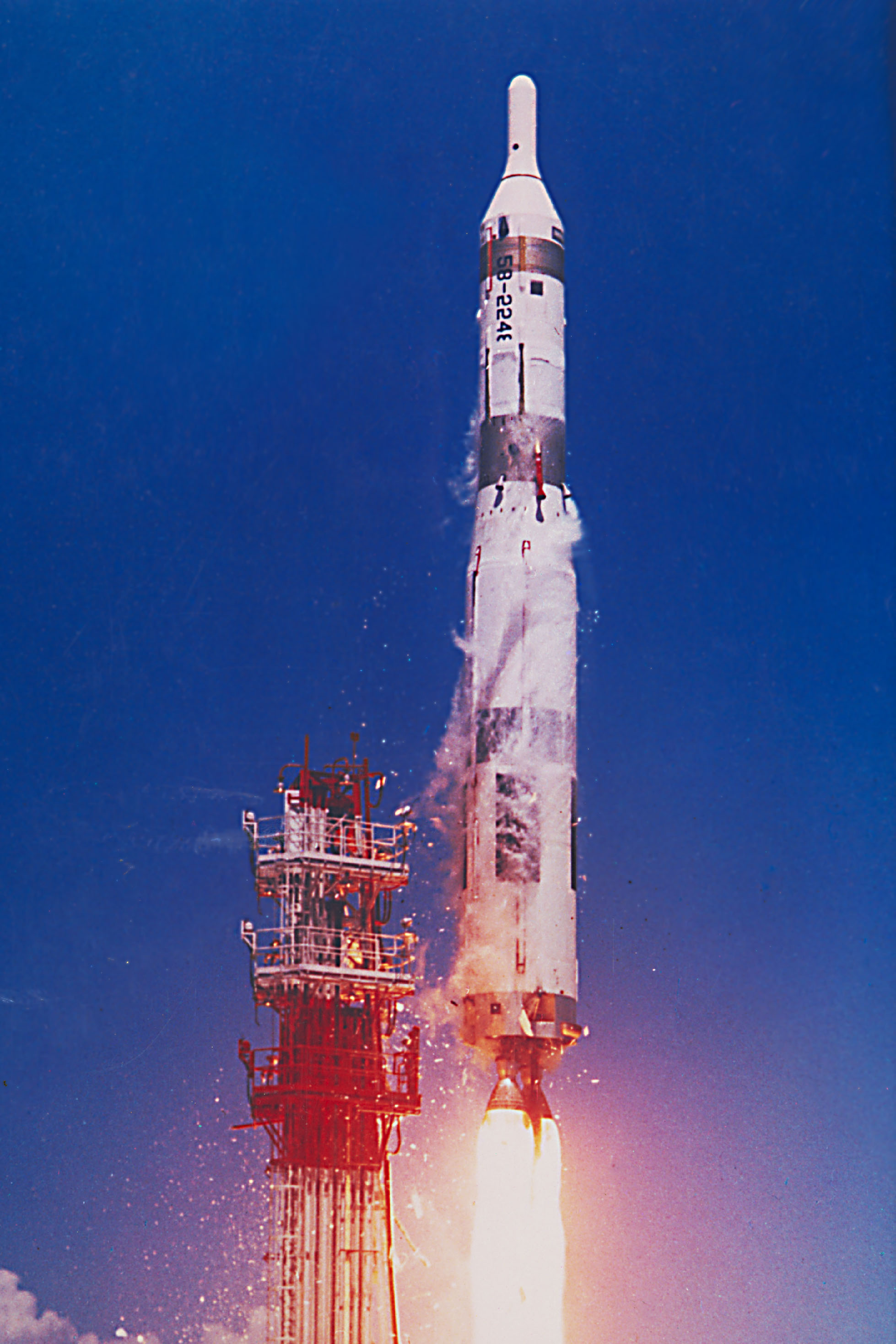
Tên lửa ICBM Titan I

Không giống như các tên lửa đạn đạo Thor, Atlas, và Titan II, tên lửa đạn đạo Titan I đã hoàn toàn bị tháo dỡ và không bao giở được sử dụng lại với vai trò là phương tiện phóng vũ trụ hoặc thử nghiệm phương tiện hồi quyển (RV). Toàn bộ các cơ sở hỗ trợ cho tên lửa Titan I đã được chuyển sang cho dòng tên lửa Titan II/III từ năm 1965.

## Titan II

### Tên lửa Titan II
Phần lớn tên lửa Titan là tên lửa ICBM Titan II cùng với các ICBM Titan II đã được chuyển đổi làm phương tiện phóng tàu vũ trụ cho NASA. Titan II sử dụng động cơ LR-87-5, một phiên bản của động cơ LR-87, sử dụng chất đẩy hypergolic, là sự kết hợp của nitrogen tetroxide (NTO) với vai trò là chất oxy hóa cùng với Aerozine 50 (hỗn hợp 50/50 của hydrazine và Unsymmetrical dimethylhydrazine (UDMH) làm nhiên liệu thay thế cho oxy lỏng và nhiên liệu RP-1 của tên lửa Titan I.
Hệ thống dẫn đường quán tính của tên lửa Titan II được chế tạo bởi AC Spark Plug. Tên lửa sử dụng máy tính điều khiển IBM ASC-15. Tuy nhiên do hệ thống này càng ngày càng khan hiếm, nó đã được thay thế bởi hệ thống dẫn đường quán tính Universal Space Guidance System (USGS) của Delco Electronics hiện đại hơn. Hệ thống USGS cũng được sử dụng trên phương tiện phóng tàu vũ trụ Titan III, giúp giảm giá thành bảo trì hệ thống 72 triệu đô la mỗi năm.

#### Chất đẩy Hypergolic
Oxy lỏng rất nguy hiểm khi sử dụng trong không gian kín, ví dụ như trong giếng phóng tên lửa, và cũng không thể lưu trữ trong thời gian dài trong bình chứa tên lửa. Một vài tên lửa Atlas và Titan I đã bị nổ và phá hủy cả giếng phóng. Martin Company đã tiến hành thiết kế loại tên lửa Titan II mới, để loại bỏ những khiếm khuyết này. Chất đẩy RP-1/Oxy lỏng được thay thế bằng chất đẩy Hypergolic mới không cần thiết bị lưu trữ siêu lạnh. Nhiên liệu hypergolic khi tiếp xúc với chất oxy hóa sẽ ngay lập tức bốc cháy, tuy nhiên, chúng cũng là những chất lỏng ăn mòn và có tích độc hại rất cao. Nhiên liệu là loại Aerozine 50, một hỗn hợp theo tỉ lệ 50/50 giữa hydrazine và UDMH, và chất ô xy hóa là Dinitrogen tetroxide.

#### Tai nạn tại giếng phóng tên lửa
Đã xảy ra nhiều tai nạn đối với giếng phóng tên lửa Titan II gây ra thiệt hại về nhân mạng. Tháng 8 năm 1965, 53 công nhân xây dựng đã thiệt mạng tại Arkansas khi mà đường ống thủy lực của tên lửa Titan II bắt lửa từ que hàn ở cách đó một dặm đông bắc Searcy. Tên lửa nhiên liệu lỏng đã bị nghiêng đi do rò rỉ nhiên liệu độc hại.
Tại một giếng phóng đặt tại Rock, Kansas, ống dẫn chất oxy hóa Dinitrogen tetroxide bị vỡ vào ngày 14/8/1978. Cột khói độc màu vàng cam sau đó đã khiến 200 cư dân buộc phải di tản khỏi khu vực sinh sống. Chỉ huy trưởng của đội nhân viên bảo trì tên lửa đã thiệt mạng trong khi nỗ lực giải cứu, cùng với tổng cộng 20 người phải nhập viện.
Một vụ việc khác xảy ra tại Potwin, Kansas dẫn đến rò rỉ Dinitrogen tetroxide vào tháng 4 năm 1980, không có tổn thất về người, cơ sở này sau đó đã bị đóng cửa.
Tháng 9 năm 1980, tại giếng phóng tên lửa ICBM Titan II số 374-7 gần Damascus, Arkansas, một nhân viên kỹ thuật đã đánh rơi vật nặng 8 lb (3,6 kg) từ độ cao 70 ft (21 m), làm vỡ vỏ tầng 1 của tên lửa, Nhiên liệu tên lửa bị rò rỉ đã phát nổ và thổi bay đầu đạn hạt nhân nặng 8.000 lb (3.630 kg) ra khỏi giếng phóng. Đầu đạn hạt nhân không bị kích hoạt và rơi xuống cách giếng phóng vài trăm feet. Tổng cộng có 1 người thiệt mạng và 21 người bị thương, tất cả đều thuộc đội phản ứng nhanh của căn cứ không quân Little Rock. Vụ nổ cũng thổi bay nắp che giếng phóng nặng 740 tấn văng cao 200 ft (60 m) và tạo một miệng hố có đường kính 250 foot (76 m).. Sau khi xảy ra tai nạn, tên lửa Titan II đã được lại biên dần khỏi trang bị của Không quân Hoa Kỳ.

#### Loại biên
54 tên lửa Titan II tại Arizona, Arkansas, và Kansas được thay thế bằng 50 tên lửa MX "Peacekeeper" nhiên liệu rắn giữa những năm 1980; tên lửa Titan II cuối cùng bị loại khỏi trang bị vào tháng 5 năm 1987.

### Phương tiện phóng Titan II
Tên lửa đẩy Titan II nổi tiếng nhờ được sử dụng trong chương trình Gemini đưa người vào vũ trụ giữa những năm 1960 của NASA. Mười hai tên lửa đẩy Titan II GLV được sử dụng để phóng 2 tàu Gemini thử nghiệm không người lái cộng với 10 tàu vũ trụ mang phi hành đoàn 2 người. Tất cả các vụ phóng đều tiến hành thành công.

### Titan 23G
Kể từ cuối những năm 1980, một số tên lửa ICBM Titan II sau khi tháo bỏ đầu đạn đã được chuyển đổi thành phương tiện phóng vũ trụ, sử dụng để phóng các tải trọng vệ tinh cho chính phủ Hoa Kỳ. Phiên bản tên lửa Titan 23G bao gồm 2 tầng đẩy, sử dụng nhiên liệu lỏng. Tầng 1 sử dụng 1 động cơ Aerojet LR87 với 2 buồng đốt và 2 miệng xả khí, tầng 2 sử dụng động cơ LR91.
Đã có 13 vụ phóng tên lửa được thực hiện từ căn cứ không quân Vandenberg kể từ năm 1988. Titan 23G thực hiện sứ mệnh cuối cùng vào ngày 18/10/2003, khi đó nó đưa lên vũ trụ vệ tinh thời tiết Defense Meteorological Satellite Program (DMSP).

### Hình ảnh

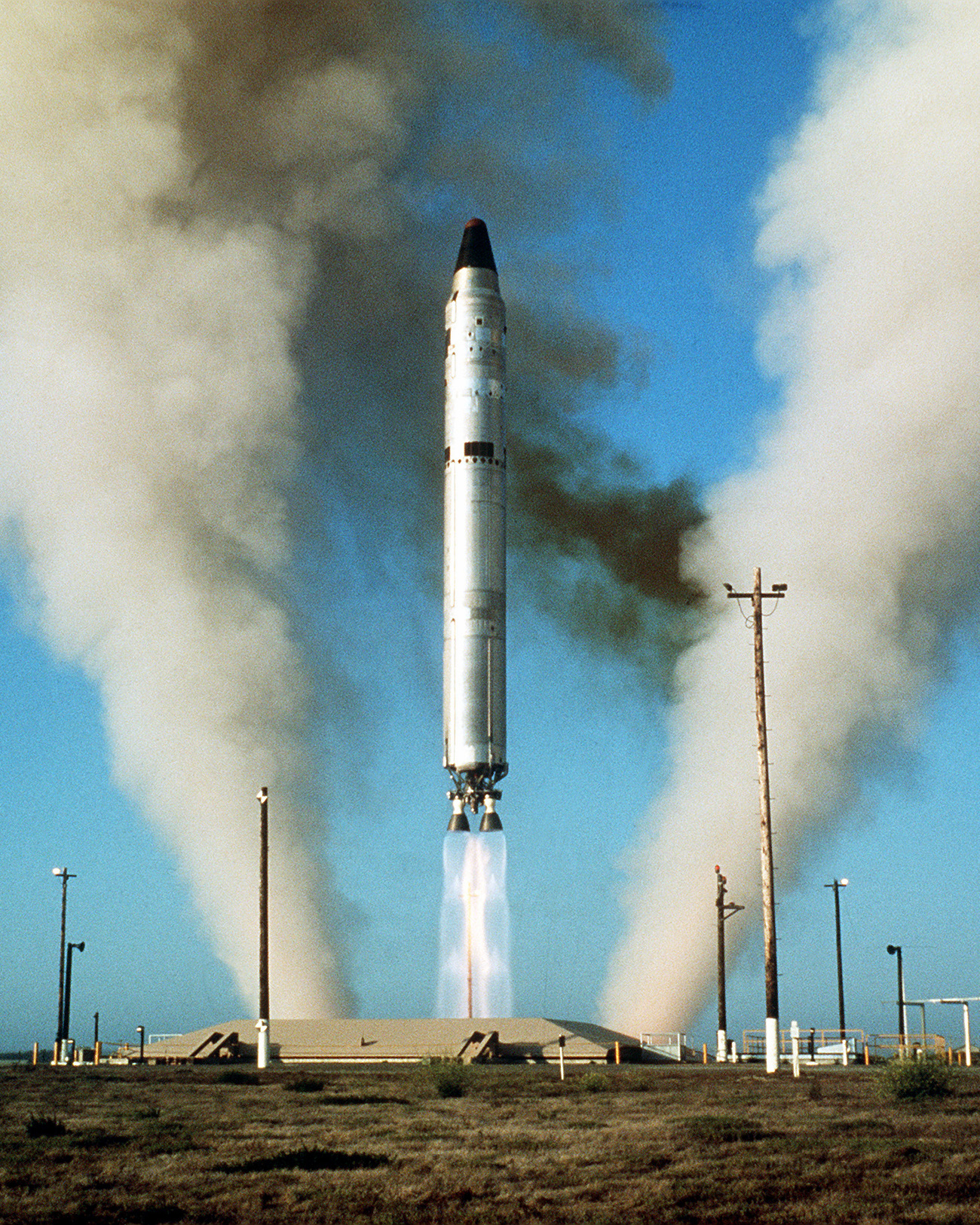
Titan II ICBM
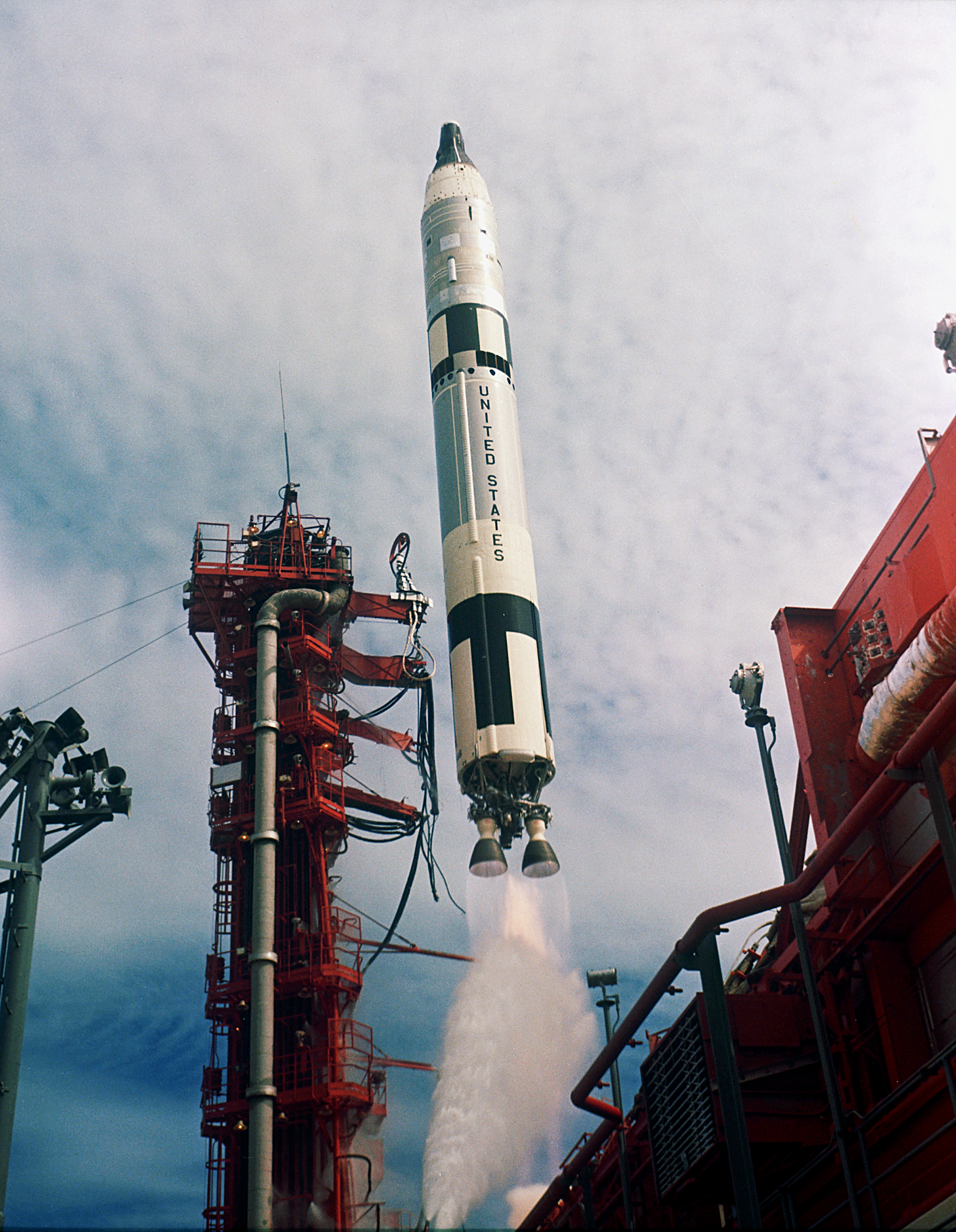
Titan II GLV
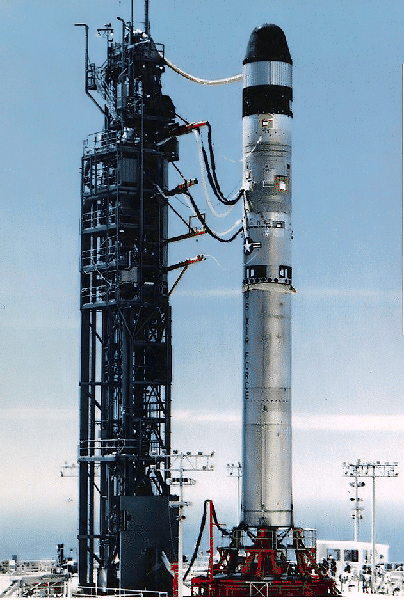
Titan 23G

## Titan III
Phiên bản Titan III dựa trên thiết kế Titan II với việc bổ sung thêm động cơ đẩy nhiên liệu rắn khởi tốc ở 2 bên (tiếng Anh: Solid rocket booster-SRB). Tên lửa Titan III được thiết kế là một tên lửa đẩy hạng nặng phục vụ cho quân đội Hoa Kỳ cũng như các cơ quan tình báo dân sự, ví dụ như vệ tinh Vela Hotel chuyên phát hiện các vụ thử hạt nhân, các tàu thăm dò và vệ tinh gián điệp (thu thập thông tin tình báo), và nhiều loại vệ tinh liên lạc phòng thủ khác.
Titan III vẫn sử dụng động cơ LR-87 giống như tên lửa Titan II (với việc cải tiến dần tính năng qua nhiều năm phát triển), tuy nhiên các biến thể trang bị động cơ SRB có tấm chắn nhiệt bên trên để bảo vệ khỏi luồng phụt từ động cơ SRB và động cơ đã được sửa đổi để khởi động bằng không khí (air-starting).

### Thiết bị điện tử
Tên lửa Titan III sử dụng đơn vị đo quán tính IMU (tiếng Anh: inertial measurement unit) do AC Spark Plug chế tạo và máy tính điều khiển IBM ASC-15 giống như tên lửa Titan II. Đối với tên lửa Titan III, bộ nhớ máy tính dạng trống của ASC-15 cho phép tăng dung lượng bộ nhớ lên 35%.
Phiên bản tên lửa Titan IIIC cải tiến sử dụng IMU Carousel VB do Delco chế tạo cùng với máy tính điều khiển MAGIC 352 Missile Guidance Computer (MGC).

### Titan IIIE
Titan IIIE là loại tên lửa đẩy dùng để phóng một số tàu vũ trụ trong đó có hai tàu thăm dò Voyager tới Sao Mộc, Sao Thổ và xa hơn nữa, cùng với Chương trình Viking nhằm thiết lập 2 vệ tinh quay xung quanh sao Hỏa và hai tàu đổ bộ lên bề mặt sao Hỏa.

### Tên lửa Titan III thương mại
Dẫn xuất từ Titan 34D và ban đầu được dự tính là phương tiện phóng tàu vũ trụ hạng trung phục vụ cho Không quân Hoa Kỳ, nhưng sau đó Không quân Hoa Kỳ đã lựa chọn tên lửa Delta II. Việc phát triển tên lửa Titan III vẫn được tiếp tục, theo đó, nó sẽ trở thành tên lửa đẩy thương mại. Tên lửa thực hiện chuyến bay lần đầu vào năm 1990.

### Titan IIIM
Tên lửa Titan IIIM dự kiến là tên lửa đẩy phóng Manned Orbiting Laboratory và các tải trọng khác. Việc phát triển đã bị hủy bỏ vào năm 1969.

### Hình ảnh
Có thể thấy rõ tên lửa Titan IIIC có thêm hai tầng đẩy khởi tốc nhiên liệu rắn SRB hai bên thân.

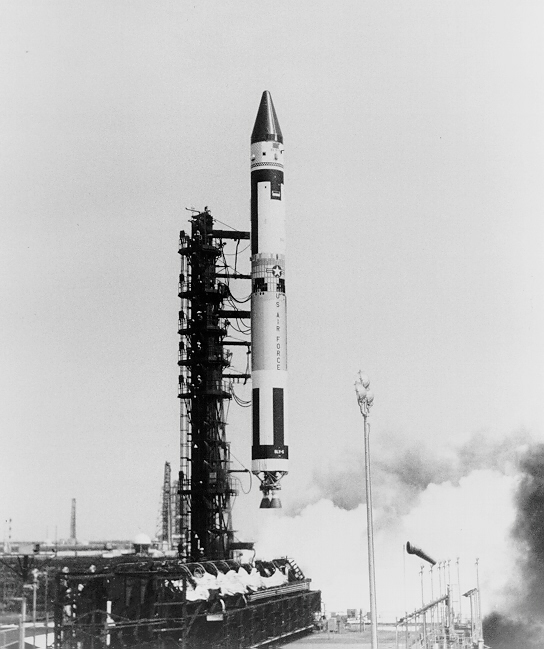
Tên lửa Titan IIIA
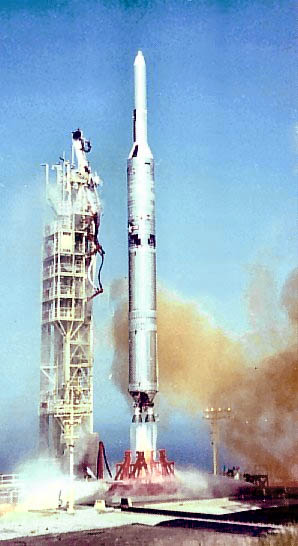
Tên lửa Titan 23B phóng vệ tinh trinh sát KH-8 lên vũ trụ
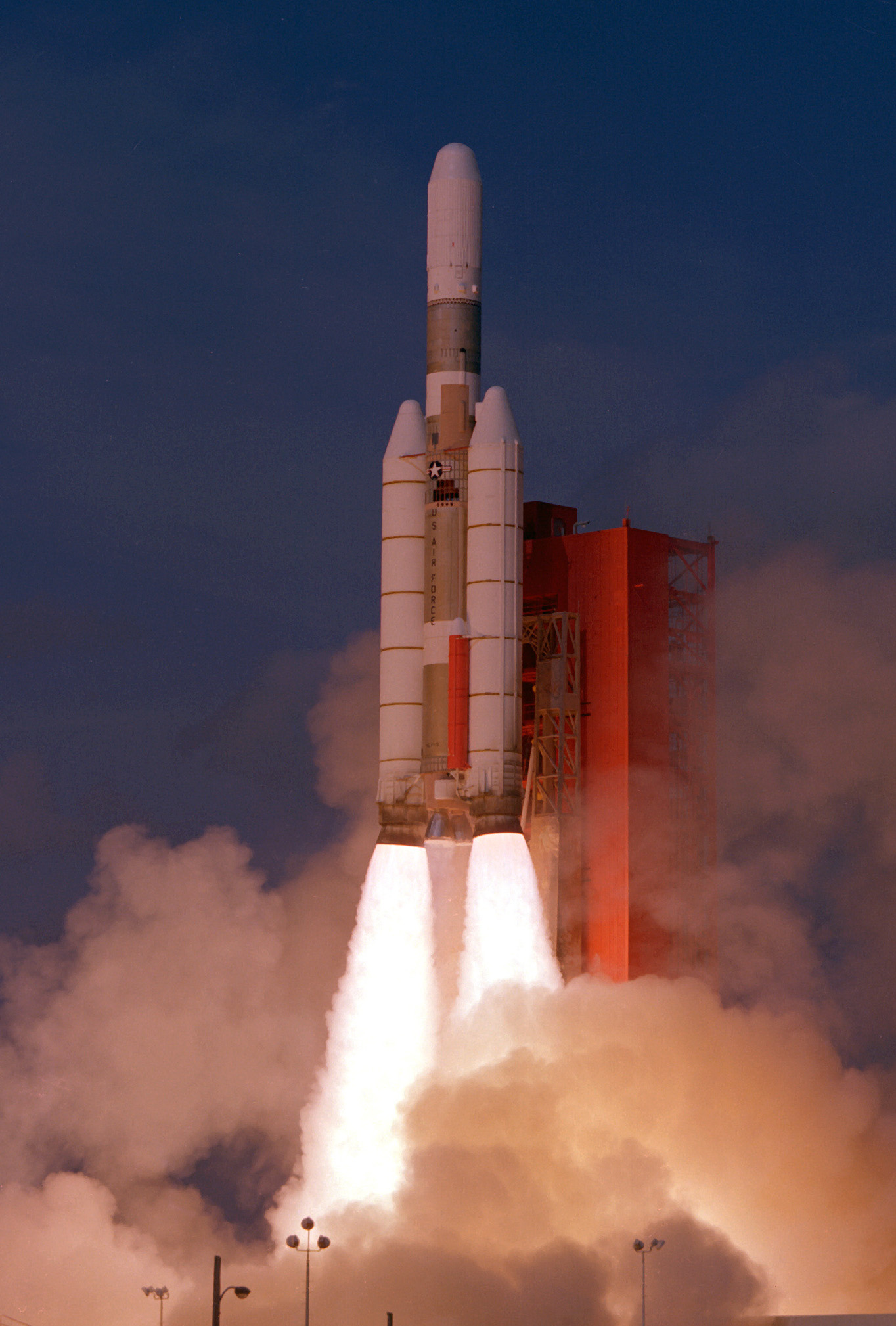
Tên lửa Titan IIIC
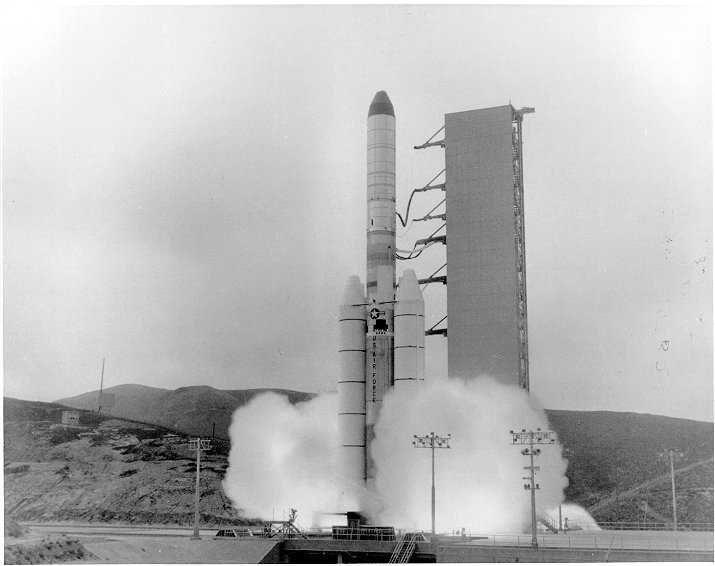
Tên lửa Titan IIID
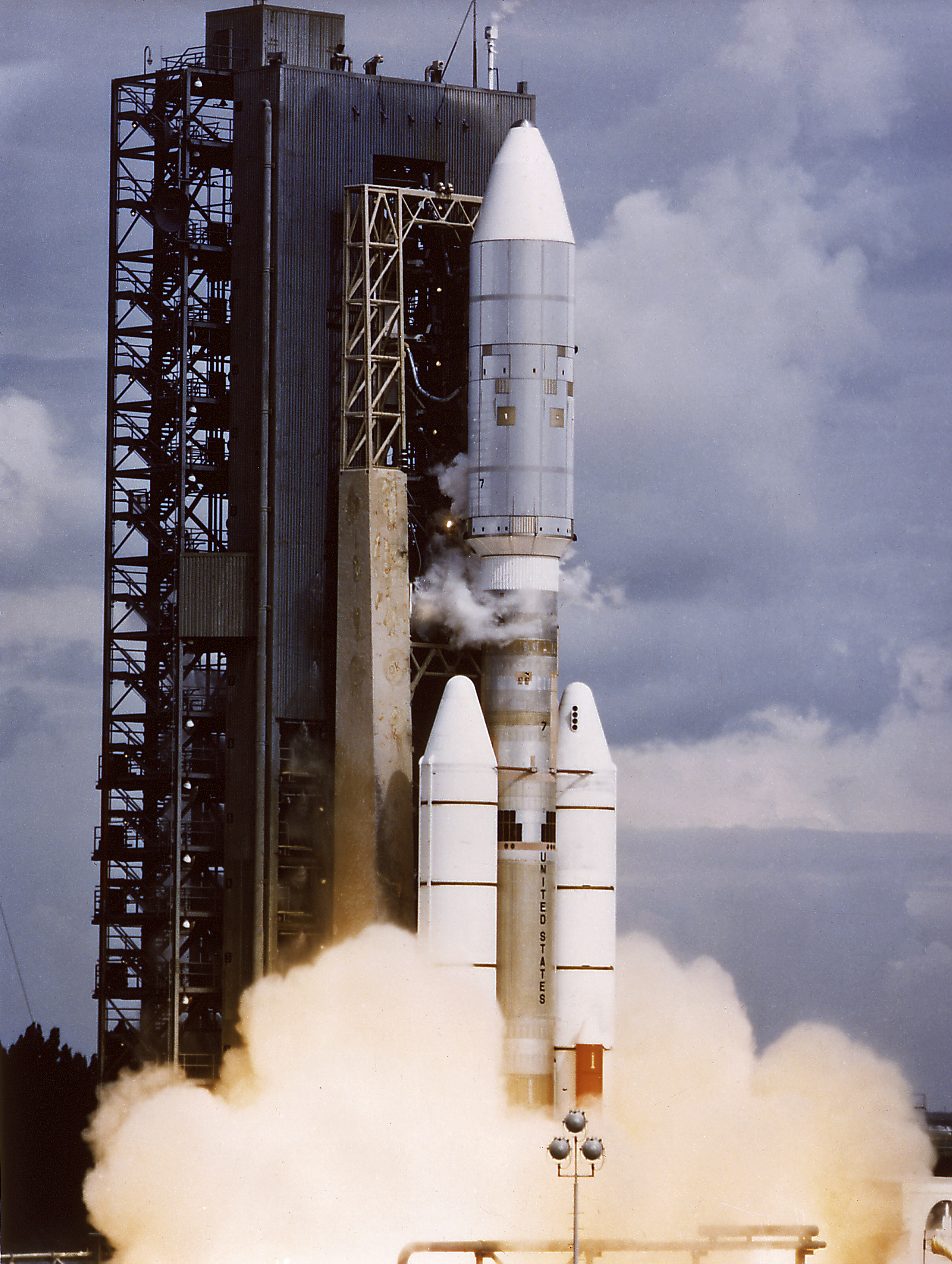
Tên lửa Titan IIIE mang theo Voyager 2
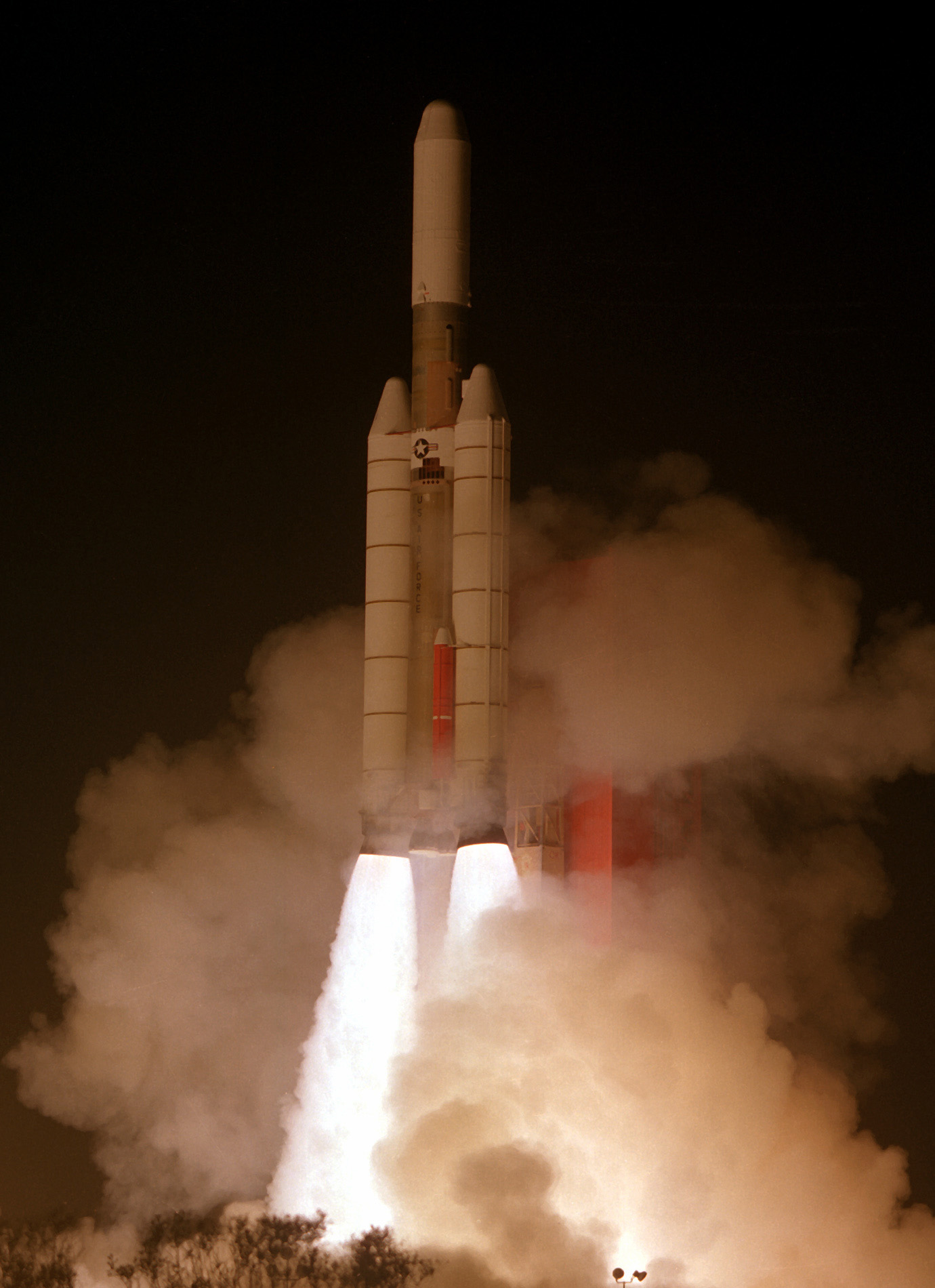
Tên lửa Titan 34D
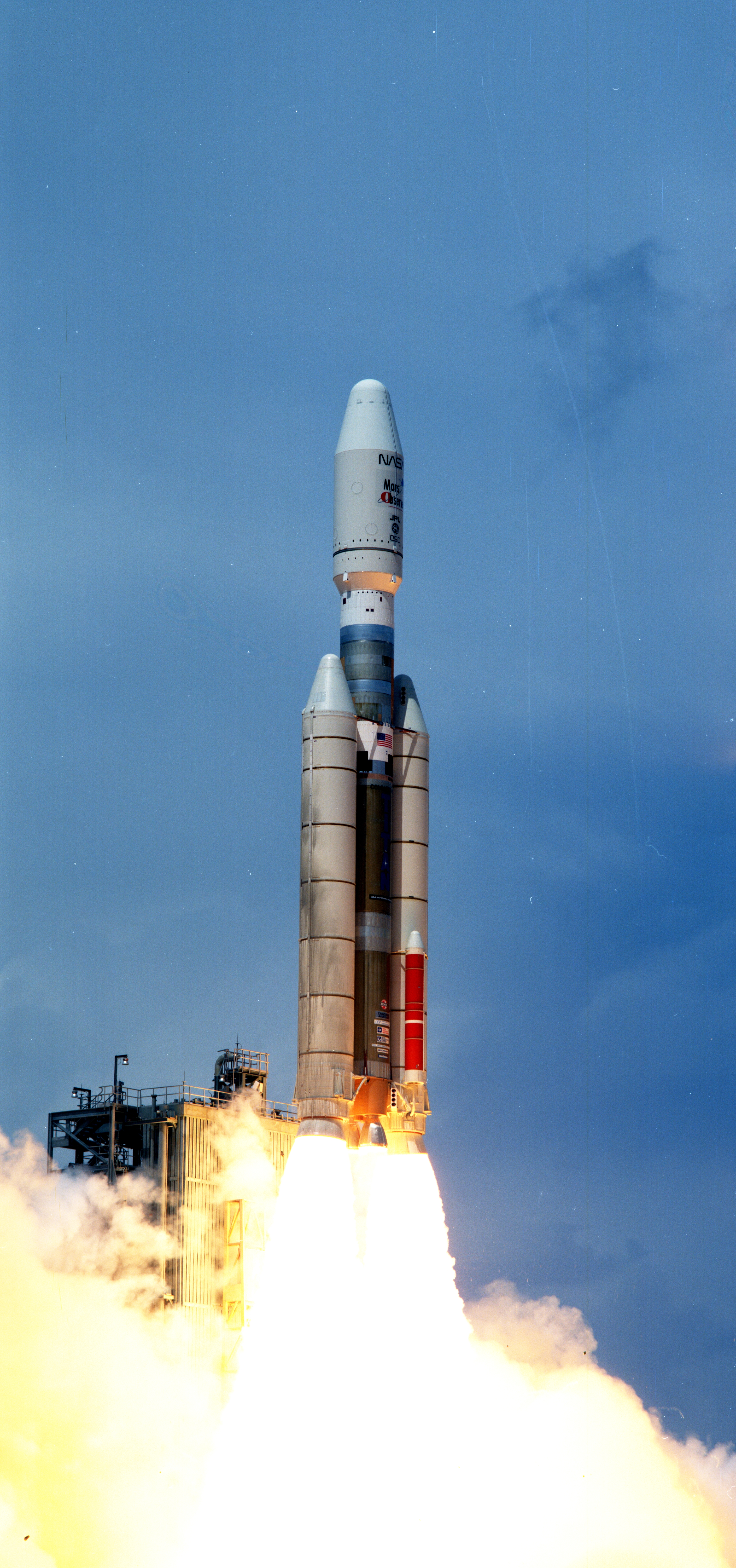
Tên lửa Titan 3 mang theo tàu vũ trụ Mars Observer

## Titan IV

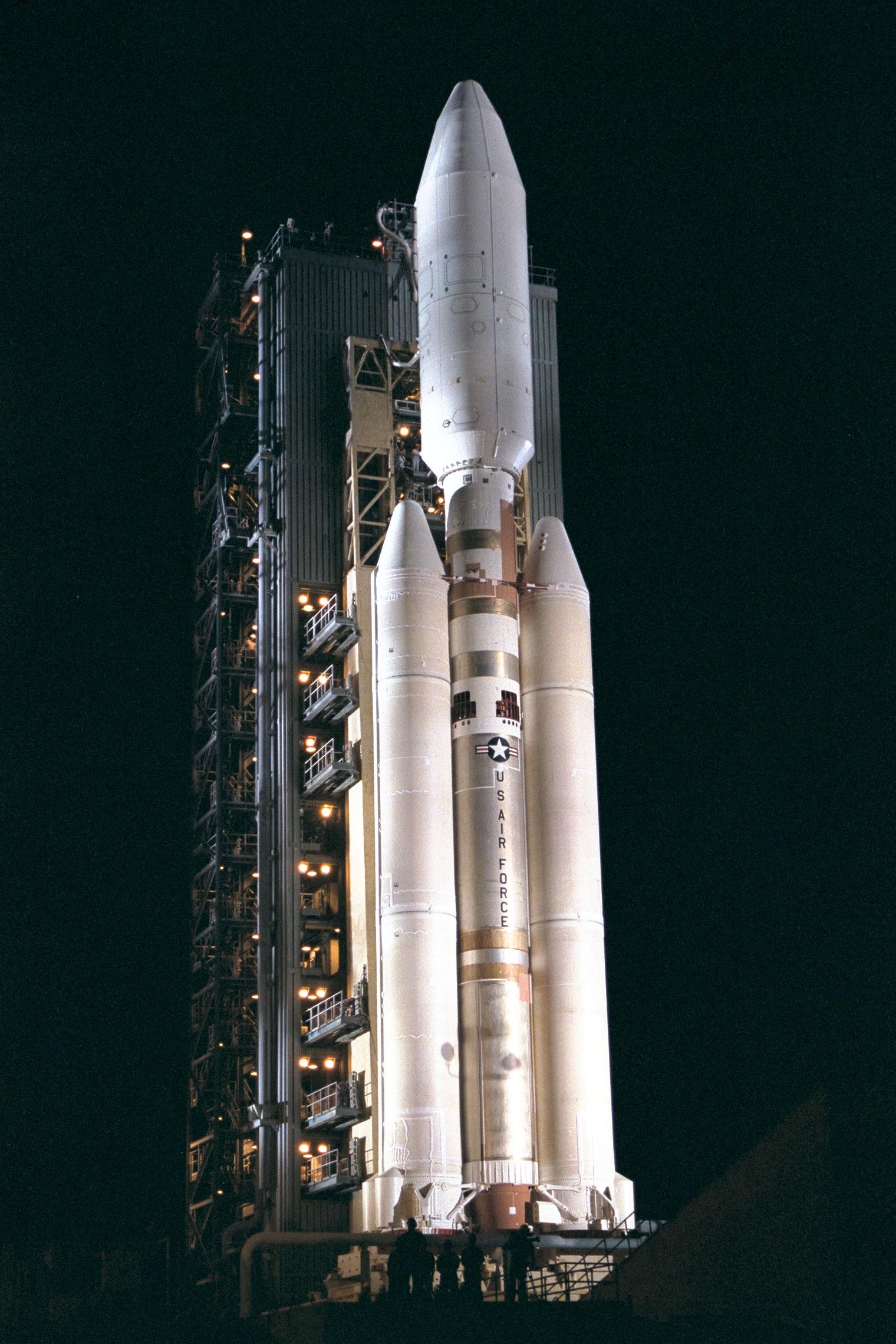
Tên lửa đẩy Titan IV trên tổ hợp phóng số 40.

Tên lửa Titan IV có thiết kế dài hơn tên lửa Titan III với tầng đẩy khởi tốc nhiên liệu rắn ở bên thân tên lửa. Tên lửa Titan IV có khả năng sử dụng tầng đẩy mang tải trọng Centaur, tầng đẩy mang tải trọng Inertial Upper Stage (IUS) của Không quân Mỹ, hoặc không sử dụng tầng đẩy tải trọng. Tên lửa này phần lớn sử dụng cho mục đích phóng tải trọng vệ tinh quân sự và cho CIA. Tuy nhiên, nó cũng được sử dụng cho mục đích khoa học thuần túy, ví dụ như phóng tàu thăm dò sao Thổ Cassini/Huygens cho NASA–ESA vào năm 1997.
Khi bắt đầu được đưa vào chế tạo, tên lửa Titan IV là loại tên lửa đẩy phóng tàu vũ trụ không người lái mạnh nhất của Mỹ, tương ứng cả về chi phí sản xuất và vận hành. Vào thời điểm Titan IV đi vào hoạt động, các yêu cầu của Bộ Quốc phòng và NRO về việc phóng vệ tinh đã giảm dần do sự cải thiện về tuổi thọ của vệ tinh do thám và nhu cầu trinh sát ngày càng giảm sau khi Liên Xô tan rã. Điều này cùng với việc áp dụng các công nghệ mới đã làm cho giá thành mỗi lần phóng tên lửa ngày càng tăng cao.

## Cấu hình tên lửa Titan V
Titan V được thiết kế dựa trên Titan IV, theo đó đã có một vài mẫu thiết kế tên lửa được đưa ra. Tên lửa Titan V có kích thước và tải trọng mang lớn hơn Titan IV, với khả năng mang được tải trọng nặng 90.000 pound (41.000 kg). Tên lửa Titan V được thiết kế sử dụng nhiên liệu siêu lạnh Oxy lỏng (Chất oxy hóa)/Hydro lỏng (Nhiên liệu); tuy nhiên tên lửa đẩy Atlas V đã được lựa chọn để đưa vào sản xuất loạt.

## Ngừng hoạt động
Phần lớn các tên lửa ICBM Titan II đã được tân trang lại và sử dụng làm phương tiện phóng cho Không quân Hoa Kỳ, đạt tỉ lệ phóng thành công 100%.
Đối với sứ mệnh đưa vệ tinh vào quỹ đạo, các tên lửa đẩy thường sử dụng nhiên liệu Hydro lỏng hoặc RP-1 (mang lại hiệu suất cao hơn) kết hợp chất oxy hóa là oxy lỏng có nhiều ưu điểm hơn việc sử dụng nhiên liệu hydrazine cùng với chất oxy hóa nitrogen tetroxide rất độc hại, yêu cầu phải có chuyên môn đối với loại nhiên liệu này. Lockheed Martin do đó đã quyết định kéo dài thời gian sử dụng dòng tên lửa đẩy Atlas thay vì sử dụng tên lửa đẩy Titan có giá thành đắt đỏ, đồng thời tham gia liên doanh với Nga để sử dụng tên lửa đẩy Proton hạng trung và tên lửa đẩy Delta IV hạng nặng mới của Boeing. Titan IVB là phiên bản cuối cùng của tên lửa Titan hoạt động với lần phóng cuối cùng diễn ra vào năm 2005 từ căn cứ không quân Vandenberg vào ngày 19/10/2005, mang theo vệ tinh chụp ảnh USA-186 cho National Reconnaissance Office.